# 공익인권법재단 공감
공익인권법재단 공감은 대한민국 최초로 공익활동을 본업으로 삼은 공익변호사단체인 공익변호사모임 공감에서 출발한 단체이다. 소송을 통한 수익을 얻지 않고, 후원을 통해서만 운영되고 있는 비영리단체이다. 2003년 12월부터 아름다운재단 산하에서 활동하다가 2012년 12월에 독립하였다. 공익소송, 법률교육, 공익단체 법률지원, 법·제도 개선 및 연구조사, 공익활동 프로그램 개발 및 중개 등이 주요 활동이다.
공감은 소수자, 사회적 약자의 인권 보장 및 인권의 경계 확장, 변화를 지향하는 법적 실천, 공익법 활동의 활성화를 지향하고 있으며, 이를 위해 여성, 장애, 이주·난민, 빈곤·복지, 국제인권, 취약노동, 성소수자, 공익법일반, 공익법 교육·중개 등의 다양한 영역에서 활동하고 있다.

## 영역별 활동
- 여성인권

성폭력·성매매·가정폭력 등의 피해를 입은 내·외국인 여성의 인권을 옹호하기 위한 법률자문·소송지원·법률교육 등을 진행한다. 또한 여성의 인권보호·복지증진·사회참여를 위한 법·제도 개선활동 및 연구조사 활동을 한다.
- 장애인권

장애인에 대한 차별과 인권침해를 예방하고 권리를 구제하는 활동을 한다. 특히 장애인차별금지법 시행에 따른 자문과 소송지원 및 법률교육, 정신장애인 인권을 위한 법·제도 개선활동 및 인권교육 등을 통해 우리사회에서 장애인이 비장애인과 더불어 차별없이 함께 살아가는 세상을 만들기 위해 노력한다.
- 이주·난민

이주노동자들에 대한 차별과 인권침해를 예방하고, 권리를 구제하는 활동을 진행한다. 특히 출입국과 관련하여 단속·보호·강제퇴거 절차상의 인권 보호를 위한 활동과 난민신청자들이 적절하고 투명한 절차를 통해 심사를 받고, 안정적으로 정착할 수 있는 제반 여건이 마련될 수 있도록 지원한다.
- 빈곤·복지

홈리스, 도시 빈민 등 빈곤계층에 대한 법률상담 및 소송지원 법·제도 개선연구를 한다. 또한 아동, 청소년, 노인 등 사회적 약자의 인권옹호 및 권익향상을 위해 활동하는 공익단체에 법률지원, 법률교육 및 사회복지시설의 인권문제에 대한 상담, 실태조사에도 참여하고 있다.
- 국제인권

국내 인권상황과 관련된 국제인권법 및 외국법 연구조사, 유엔인권시스템의 활용, 국제적인 공익변호사 네트워크의 강화 및 공동활동, 국제적 인권문제에 대한 직·간접적인 개입 등의 활동을 한다. 특히 실천적인 연구조사와 관련 네트워킹을 통해 다양한 단체들과 활동하고 국내·외적 인권상황의 개선에 기여하고자 한다.
- 취약노동

법·제도 개선활동, 소송 및 자문, 연구조사, 교육 등을 통해 소외 받고있는 노동자들(이주노동자, 청소년노동자, 여성노동자, 비정규직/간접고용노동자)의 노동권을 보호하고 차별을 철폐하기 위해 활동한다.
- 성소수자

동성애자, 양성애자, 트랜스젠더 등 성소수자는 어느 시대, 어느 사회에나 존재해 왔다. 그러나 한국사회에서의 성소수자에 대한 몰이해, 뿌리 깊은 편견과 일상적인 차별로 인하여 성소수자들은 여전히 자신을 온전히 드러낼 수 없는 상황이며, 법제도의 사각지대에 머물러 있다. 공감은 성소수자 인권운동단체들과 함께 성소수자와 관련한 법제개선 및 잇앙에서의 성소수자에 대한 차별 및 사회적 인식을 변화시키기 위한 활동을 하고 있다.
- 공익법 일반

공감은 우리사회 건강한 기부문화의 정착을 위한 활동과 국내에 거주하고 있는 북한 이탈주민, 우리와 함께 살아가는 동물들 그리고 불합리한 법률위반 사건에도 힘을 모으고 있다. 모두가 행복하게 살아가는, 우리 사회의 변화를 위한 다양한 실천들을 함께하고 있다.
- 공익법 교육·중개

공감은 법조인, 예비법조인, 학생 등이 참여할 수 있는 공익활동 프로그램을 개발·중개하고, 공익단체와의 네트워크를 형성하여 공익법 활동을 활성화하고자 한다. 특히 학생, 예비법조인을 대상으로 인턴쉽 제도와 인권법 캠프 등을 진행하며, 로펌이나 법조인이 공감의 활동에 재정지원 또는 직접 참여하도록 하거나 공익단체를 중개하여 공익법 활동을 할 수 있도록 연계한다.

## 공익변호사 자립지원 사업
공감은 2014년 1월부터 공익변호사로 활동하고자 하는 이들을 재정적으로 지원하는 ‘공익변호사 자립지원사업’을 시작하였다. 전업으로 공익변호사 활동을 하려는 이들이 경제적인 어려움 없이 공익단체에서 일할 수 있도록 경제적으로 지원하는 ‘공익변호사 자립지원사업’을 2014년을 시작으로 매년 1~2명씩 선정해 지원하게 된다. 공감은 2014년 1월부터 공모 방식으로 공익변호사 활동을 전업으로 하고자 하는 변호사 2명을 선정했고, 2014년 4월 17일 공감 회의실에서 이들과 ‘공익변호사 자립 지원 사업’ 협약식을 진행했다. 이렇게 선발돼 공감으로부터 최대 2년간 인건비를 지원받게 된 공익변호사로는 ‘이주민지원 공익센터 감사와 동행(감동)’에 상근하게 될 고지운 변호사, ‘진보네트워크센터’에서 상근하게 될 신훈민 변호사 등 2명이다. 선발된 공익변호사들은 지원내용에 따라 장애인/여성/이주·난민/아동/노인/빈곤 등의 공익단체에서 상근하면서 공익기금에서 2년 동안 인건비 전부 혹은 일부를 지원받게 된다.

## 출판물
- 《우리는 희망을 변론한다》. 부키. 2013년. ISBN 9788960513600

## 같이 보기
- 민주사회를 위한 변호사 모임
- 염형국 변호사